# Wim Kolijn
Wim Kolijn (Driewegen, 12 januari 1944 – Terneuzen, 2 december 2015) was een Nederlands politiek bestuurder. Hij was van 2000 tot 2011 landelijk voorzitter van de Staatkundig Gereformeerde Partij (SGP). Voor deze partij was hij ook lid van de gemeenteraad van Terneuzen en lid van en fractievoorzitter in de Provinciale Staten van Zeeland.

## Biografie
Van 1966 tot 2005 was Kolijn, die een opleiding werktuigbouwkunde volgde, werkzaam als technisch werkvoorbereider bij het bedrijf Dow Chemical. Hij was een lokaal politicus in de provincie Zeeland. Van 1974 tot 1986 was hij namens de SGP lid van de gemeenteraad van Terneuzen. Vervolgens was hij van 1986 tot 2007 statenlid in de Provinciale Staten van Zeeland. Vanaf 1995 was hij tevens fractievoorzitter.
In 2000 werd Kolijn landelijk partijvoorzitter van de SGP. Hij was de eerste SGP-voorzitter die geen predikant was. In 2011 trad hij terug en werd hij opgevolgd door Maarten van Leeuwen. Sinds 2008 was hij lid van de kerkenraad van de Gereformeerde Gemeenten in Nederland te Terneuzen. In 2010 werd hij daar ouderling.
Na zijn pensionering schreef hij een boek over de Schotse predikant Thomas Hog, dat begin 2014 onder de titel Thomas Hog, de verbannen predikant van Kiltearn verscheen.

## Persoonlijk
Kolijn kerkte bij de Gereformeerde Gemeenten in Nederland en was ridder in de Orde van Oranje-Nassau. Hij overleed eind 2015 op 71-jarige leeftijd.
- Biografisch Portaal: 85635488
- International Standard Name Identifier: 0000 0004 3638 8828
- Nederlandse Thesaurus van Auteursnamen: 373732856
- Parlement.com: vk09dj7f6bv8
- Virtual International Authority File: 309895481
- WorldCat: E39PBJgmR4KDFmKDCxg3fy3RKd